# Bleach: DiamondDust Rebellion
Bleach: DiamondDust Rebellion (jap. 劇場版BLEACH The Diamond Dust Rebellion もう一つの氷輪丸 Gekijōban Bleach: The Diamond Dust Rebellion mō hitotsu no Hyōrinmaru) – japoński film animowany zrealizowany w 2007 roku na podstawie mangi Bleach w reżyserii Noriyukiego Abe. Muzykę do filmu skomponował Shiro Sagisu.
W Polsce film ten został wydany 5 października 2011 roku przez Vision na nośnikach DVD.

## Fabuła
Cenny artefakt znany jako „Pieczęć Króla” został skradziony przez tajemniczą grupę ludzi podczas transportu do Soul Society. Tōshirō Hitsugaya, dowódca 10-tej dywizji, który został wyznaczony do transportu, walczy z przywódcą rabusiów i krótko potem przepada. Po incydencie Seireitei uznało go za zdrajcę i rozkazało go pojmać, a następnie dokonać na nim egzekucji. Ichigo Kurosaki nie wierzy w to i wraz z Rangiku Matsumoto, Rukią Kuchiki i Renjim Abarai poprzysięgają odkryć tajemnicę zajścia, odnaleźć Hitsugayę i oczyścić jego imię z zarzutów. Tymczasem Hitsugaya poszukuje sprawców i rozwiązania mrocznej tajemnicy dotyczącej już długo nieżyjących Shinigami.